# Carcharodontosaurus
Carcharodontosaurus ("Hajtandsödla") är det vetenskapliga namnet på en theropod dinosaurie som hittats i Afrika, där den tros ha levt under kritaperioden för cirka 112-93 miljoner år sedan. Släktet tillhörde den stora överfamiljen Allosauroider, vilket innehåller bland annat dessa familjer; Allosauridae, Metriacanthosauridae, Neovenatoridae och Carcharodontosauridae, Carcharodontosaurus var en Carcharodontosaurid och var därmed nära släkt med till exempel Giganotosaurus, Mapusaurus, Tyrannotitan, från Sydamerika, Acrocanthosaurus, från Nordamerika, Eucarcharia och Veterupristisaurus, från Afrika, Kelmayisaurus och Shaochilong, från Asien och Concavenator, från Europa och Meraxes från Sydamerika. Carcharodontosaurus är ett av de största landlevande rovdjur som vetenskapen känner till. 
Carcharodontosaurus upptäcktes och beskrevs vetenskapligt redan på 1920-talet. Endast en art inom släktet var beskriven - C. saharicus. I mitten av 1990-talet upptäckte den berömde paleontologen Paul Sereno nya lämningar (bl.a en komplett skalle) som visade att denna dinosaurie kunde bli betydligt större än vad som tidigare antagits. År 2007 beskrevs ytterligare en art i släktet, C. iguidensis, från Niger. Några forskningsrönen tyder på att Carcharodontosaurus och Giganotosaurus var så nära besläktade att en del paleontologer anser att de tillhör samma släkte.

## Beskrivning

Carcharodontosaurus beräknade storlek (orange) i jämförelse med andra stora theropoder.

Carcharodontosaurus beräknas ha varit 10-12 meter långt och vägt 5-7 ton. Den var jämnstor medTyrannosaurus rex, och kan ha matchat Giganotosaurus och Mapusaurus i längd och vikt. Enbart skallen var 1,5 meter lång. Carcharodontosaurus hade mindre hjärna än Tyrannosaurus rex och saknade Binokulär syn därför anses därmed ha varit en mer primitiv Theropod.
I likhet med alla andra theropoder var Carcharodontosarus en tvåbent tågångare med mycket kraftiga bakben. Som på andra Allosauroider hade Carcharodontosaurus framben ("armarna") tre fingrar. Dinosaurien gick ganska kraftigt framåtlutad. 
Som fallet är med alla riktigt stora köttätande dinosaurier debatterar forskarna huruvida Carcharodontosaurus var en aktiv jägare eller en ganska harmlös asätare. Nya fynd visar att de nära släktingarna Giganotosaurus och Mapusaurus antagligen också var flockdjur och att djuren verkligen var aktiva jägare som angrep även de allra största dinosaurierna. Det skulle i så fall tyda på att även Carcharodontosaurus var det.